# Dorea acetigenes
Dorea acetigenes es una especie de  bacteria grampositiva del género Dorea. Fue descrita en el año 2022. Su etimología hace referencia a producción de vinagre. Es anaerobia estricta. Produce acetato y propionato. Tiene un contenido de G+C de 43,6%. Se ha aislado de heces de humanos sanos.